# Seclantás
Seclantás est une localité du nord-ouest de l'Argentine, qui se trouve dans le département de Molinos de la province de Salta.

## Situation
La ville est située à 186 km de la ville de Salta, par Cachi, sur la route nationale 40, sur la rive droite du río Calchaquí, cours supérieur du río Salado, affluent du Paraná.

## Toponymie
On croit que le nom de la localité provient de celui de l'ancien cacique calchaquí "Seclanta", qui habitait ces vallées.

## Histoire
En 1814, Seclantás fut le point de réunion des patriotes de la région ; ils constituèrent la "Junta vallista" qui aida le général Manuel Belgrano lors de sa retraite vers Tucumán, après qu'il eut subi les défaites de Vilcapugio et d'Ayohuma, lors de la lutte pour s'affranchir de la couronne espagnole.

## Climat
A 2.200 mètres d'altitude, le climat de cette petite ville est sec. Les jours sont bien ensoleillés et l'hiver austral y est froid, avec une amplitude thermique élevée : maximum diurne, 18º - minimum nocturne, -2º.

## Population
La ville comptait 306 habitants en 2001, ce qui représentait une hausse de 67,2 % par rapport aux 183 citoyens recensés en 1991.

## Tourisme
- Cerro del Vía Crucis.
- Église del Virgen del Carmen (Viergen du Carmen).
- Chapelle du cimetière.
- Bodeguitas (petits bodegas) familiaux où se fabriquent le vino patero et la mistela.
- Vers l'ouest, sous des montagnes escarpées, se trouve Brealitos, à 12 km. Très pittoresque hameau qui se déroule suivant le cours capricieux d'une petite rivière de même nom.
- A 8 km de là, on accède à la Laguna de Brealitos, d'une grande beauté.